# Indoleon audax
Indoleon audax är en insektsart som först beskrevs av Walker 1853.  Indoleon audax ingår i släktet Indoleon och familjen myrlejonsländor. Inga underarter finns listade i Catalogue of Life.